# Manuel Olveira
Manuel Olveira Paz (Puerto del Son, La Coruña; 1964) es un artista, escritor, crítico de arte y comisario de exposiciones español. Entre 2013 y 2021 fue director del Museo de Arte Contemporáneo de Castilla y León (MUSAC).

## Trayectoria
Se licenció en Historia del Arte por la Universidad de Santiago de Compostela en 1987 y en Bellas Artes por la Universidad de Barcelona en 1994. Trabajó como coordinador de la feria de arte contemporáneo III Foro Atlántico de Arte Contemporáneo, celebrada en La Coruña en 1996 y a lo largo de 1997 dirigió el programa educativo para adultos Cambiar a mirada en el Centro Gallego de Arte Contemporáneo (CGAC). Fue jefe de servicios pedagógicos de este desde 1998 hasta 2001 y llevó la dirección del Hangar (Centre de producció d'arts visuals) durante cuatro años, 2001-2005.
Desarrolló Lost in Sound CGAC, 1999-2000, Procesos Oberts en el Hangar y Ayuntamiento de Tarrasa, 2004-2005, cuya investigación quedó documentada en un blog y una web, y en varias publicaciones impresas como Proxecto-Edición en CGAC de Santiago, MARCO de Vigo y Fundación Luis Seoane de Coruña, 2006-2009, cuya evolución estuvo patente en una web y en una serie de ediciones y libros que documentan la investigación desarrollada.
Desde 2005 hasta 2009 dirigió el CGAC de Santiago de Compostela. Entre 2010 y 2011 puso en marcha como director una nueva infraestructura cultural en La Coruña llamada Ágora, centro cultural para el desarrollo social. Tras las elecciones municipales de 2011, fue destituido como director, y desde 2013 hasta 2021 ha sido director del Museo de Arte Contemporáneo de Castilla y León (MUSAC).
Ha sido responsable del guion de varios vídeos y programas de televisión, así como profesor en diversos cursos de las universidades de Santiago y de Barcelona. También ha dirigido varios programas de video tales como Plataforma de video (CGAC, 1999), El cuerpo en un mundo polisensorial (Peñaranda de Bracamonte y León, 2002), Hangar a Loop (Loop y Barcelona, 2003), Scan Around, Warsaw Electronic Festival (Varsovia, Polonia, 2003), Nuevas producciones (Mediateca, Caixaforum, Barcelona, 2005), Visionen aus Barcelonen, (Kornhausforum, Berna, Suiza, 2005), VideoZone3: The 3rd International Video-Art Biennial in Israel (The Center for Contemporary Art, Tel Aviv, Israel, 2006).  
Entre sus proyectos cabe mencionar la codirección de las dos primeras ediciones del proyecto Encuentro: arte por la integración desarrolladas en La Coruña entre 2012 y 2013, y el proyecto Conferencia performativa (MUSAC, León y FACyL, Salamanca, 2013-2014) que contó con una exposición, un programa de performances y una publicación.

## Publicaciones
POESÍA
- Muero todos los días 2013-2021, Eolas, León, 2021[19]
- Muero todos los días 2020, libros de la resistencia, Madrid, 2024-02-02 [20]

NARRATIVA
- Todo el tiempo del mundo, Libros de Rocamadour, Santiago de Compostela, 2014[21]

ENSAYO
- Complot, Ajuntament de Terrassa y Hangar, Barcelona, 2004[22]
- Julia Montilla. Apego ao clixé, CGAC, Santiago de Compostela, 2007[23]
- Francesc Ruiz. La cosa y Memoria de La cosa, CGAC, Santiago de Compostela, 2007[24]
- Entre-vista, CGAC, Santiago de Compostela, 2008[25]
- Conferencia performativa. Nuevos formatos, lugares, prácticas y comportamientos artísticos, This Side Up, Madrid, 2014[26]
- Babi Badalov. To Make Art to Take Clothes Off, Nocapaper, Santander, 2017[27]
- Cómo vivir con la memoria, Puente editores, Barcelona, 2018[28]
- Muchos Caminos. imágenes contemporáneas del Camino de Santiago, Eolas, León, 2018[29]
- Luis Camnitzer. Crimen perfecto, MUSAC, León, 2019[30]
- Wolf Vostell. VIDA = ARTE = VIDA, Puente editores, Barcelona, 2019[31]
- El Giro notacional, CENDEAC, Murcia, 2019 (con José Iges)[32]
- Hessie, Nocapaper y MUSAC, Santander, 2020[33]
- Habla del cuerpo social. Pandemia y politización del espacio público, Brumaria, Madrid, 2022[34]

EDICIÓN
- Lost in Sound, CGAC, Santiago de Compostela, 2000[35]
- Processos Oberts, Ajuntament de Terrassa y Hangar, Barcelona, 2004[36]
- Processos Oberts. Queda la marca, Ajuntament de Terrassa y Hangar, Barcelona, 2005[36]
- Proxecto-Edición, CGAC, Santiago de Compostela, 2006, 2007, 2008[37]
- Preguntas reais ou preguntas retóricas?: ficcións e relatos arredor do alcance e os axentes da educación artística, CGAC, Santiago de Compostela, 2007 (con Francesc Ruiz).[38]
- Cinco itinerarios con un punto de vista, MUSAC, León, 2020[39]

| Predecesor: Eva González-Sancho | Director del MUSAC 2013- | Sucesor: En el cargo |